# 庄田隆
庄田 隆（しょうだ たかし、1948年6月21日-  ）は、日本の経営者。石川県出身。

## 来歴・人物
1972年に東京大学薬学部製薬化学科を卒業し、同年に三共に入社した。2001年に取締役に就任し、翌年には常務に就任し、2003年には社長に昇格した。2005年9月に第一三共社長に就任し、2010年から2014年までに会長を務め、2014年6月から2019年6月までに相談役を務めた。
2019年11月に旭日重光章を受章した。